# 유상빈
유상빈(2000년 5월 9일 ~ )은 전 NPB 리그 치바 롯데 마린즈의 외야수이다.

## 한국 프로야구 시절

### 한화 이글스시절
2022년에 입단하였다. 2022년 9월 14일 kt 위즈와의 경기에 출전하며 데뷔 첫 경기를 치렀고, 경기에서 3타수 무안타를 기록했다. 2023년 11월에 방출됐다.

## 호주 프로야구 시절
2022년에 질롱 코리아에 입단하였다.

## 트리비아
- 원래 중화민국 국적이었으나 귀화했다.